# Victoire Tomegah Dogbé
Victoire Tomegah Dogbé (23 de dezembro de 1959) é uma política togolesa, tendo sido primeira-ministra do Togo de 28 de setembro de 2020 a 3 de maio de 2025. Foi a primeira mulher a ocupar o cargo de chefia do governo togolês.
Antes de se tornar chefe de governo, Tomegah Dogbé foi anteriormente ministra do Desenvolvimento Popular, Artesanato, da Juventude e Emprego dos Jovens no Governo de Sélom Klassou e Chefe de Gabinete do Presidente Faure Essozimna Gnassingbé. Em 2008, enquanto esteve no PNUD no Benim, o presidente Faure Gnassingbé e o primeiro-ministro Gilbert Houngbo pediram a Victoire Dogbé Tomégah que gerisse a pasta do Ministro Delegado ao Primeiro-Ministro.